# Saint-Léonard-des-Parcs
Saint-Léonard-des-Parcs är en kommun i departementet Orne i regionen Normandie i nordvästra Frankrike. Kommunen ligger i kantonen Courtomer som tillhör arrondissementet Alençon. År 2022 hade Saint-Léonard-des-Parcs 76 invånare.

## Befolkningsutveckling
Antalet invånare i kommunen Saint-Léonard-des-Parcs
| Referens: INSEE |